# Fuerzas Armadas del Ecuador
Le Fuerzas Armadas del Ecuador sono state fondate nel 1830 e hanno l'attuale struttura dal 2000. Il Quartier Generale nella capitale Quito. Il comandante in capo è il presidente della nazione, il Ministro della Difesa, e il Capo di stato maggiore, generale. L'età per il servizio militare è 20 anni e il servizio dura 12 mesi. I cittadini tra i 16 e i 49 anni sono circa 7,1 milioni, di cui abili oltre 6 milioni, ma quelli effettivamente in armi nelle piccole Forze Armate nazionali, sono soltanto 37.500.
Le Forze Armate sono incaricate di difendere la sovranità nazionale e di partecipare al suo sviluppo economico, nonché la lotta anti-narcos e il controllo dell'immigrazione illegale, e infine la lotta contro i guerriglieri delle FARC, che sono presenti anche sul loro territorio. Dopo il trattato di pace del 1998 i rapporti con il rivale storico Perù sono migliorati, ma in compenso si sono irrigiditi quelli con la Colombia, specie nel 2008, mentre dal 2009 è stata avviata un'altra ristrutturazione delle Forze armate.

## Storia
Dopo la lotta per l'indipendenza, che vide un primo tentativo nel 1811 annullato dagli Spagnoli con la Battaglia di Ibarra del dicembre 1812, ne seguì un altro con la nuova guerra iniziata nel 1820 in cui gli Ecuadoriani combinarono le loro forze con i Colombiani e i Venezuelani. Alla fine, con la battaglia di Pichincha nel 1822 venne ottenuta una vittoria decisiva. Nel 1828 però già vi fu un primo conflitto con il Perù che aveva mire annessioniste. Fu una guerra in piena regola, in cui la Gran Colombia combatté contro i Peruviani, con i quali s'iniziò una lunga e spesso guerreggiata ostilità. Questi erano nettamente più forti sulla carta, ma la Federazione li batté sonoramente. Circa la metà dei 'Colombiani' erano in effetti Ecuadoriani, e così in gran parte va a loro il merito della battaglia di Tarqui del febbraio 1829. Ma il successo durò poco: nel 1830 la Gran Colombia si disgregò. In effetti, la maggior parte degli ufficiali e molte truppe ecuadoriane erano in realtà venezuelani e la scissione lasciò l'Ecuador senza molte risorse. Vi furono tentativi di migliorare la situazione per tutto il XIX secolo, e nel 1900 si riuscì a respingere un attacco Colombiano organizzato da dissidenti ecuadoriani. Nel 1905 il territorio venne diviso in 4 zone di difesa e prima del 1914 c'erano 9 battaglioni di fanteria e 3 reggimenti di cavalleria, più 3 d'artiglieria e 3 battaglioni Genio. Dopo la rivoluzione nella provincia settentrionale di Esmeraldas, vi fu una guerra civile che durò 2 anni ma alla fine venne vinta dai governativi.
Dopo gli anni venti l'esercito passò da 15 a 10 battaglioni, ma ciascuno con 4 anziché 3 compagnie fucilieri, e nel 1930 c'erano 5.500 effettivi in servizio. Nel 1941 il Perù conquistò zone importanti della regione Amazzonica, e l'esercito ecuadoriano non riuscì a fare molto: i Peruviani misero in campo 13.000 soldati ben supportati, e i 1.800 soldati di Quito non poterono offrire che una blanda resistenza, durata circa 3 settimane. Con il Protocollo di Rio del 1942 gli Ecuadoriani dovettero accettare l'occupazione peruviana dell'Amazzonia, altrimenti sarebbero stati annientati, anche perché le loro zone costiere erano state occupate dai soldati di Lima. Grazie alla dichiarazione di guerra fatta al Giappone nel 1942 gli Ecuadoriani poterono però ricevere armi e carri armati leggeri, rinforzandosi. Nel 1952 avevano 15.000 soldati e continuarono ad espandere le proprie forze, a maggior ragione per le scoperte successive di petrolio.
Gli scontri di frontiera, che non erano mancati nei decenni successivi al 1942, scoppiarono ancora nel 1981 in un'altra guerra, quella di Paquisha, in cui vennero usate grosse forze per sopraffare le posizioni ecuadoriane, con uso di aerei, commando ed elicotteri, il che causò l'uccisione di circa 200 soldati di Quito. Dopo questo successo, che cacciò indietro i confini dell'Ecuador fino alla cordigliera del Condor, vi furono altri incidenti di frontiera nel 1983 e 1984, fino alla guerra del Cenepa del 1995 cui seguì un trattato di pace poi ufficializzato con il Protocollo di Rio il 26 ottobre 1998, che ha comportato per l'Ecuador alla rinuncia dei territori di Jaen, Tumbes e Mayanas.

## Organizzazione

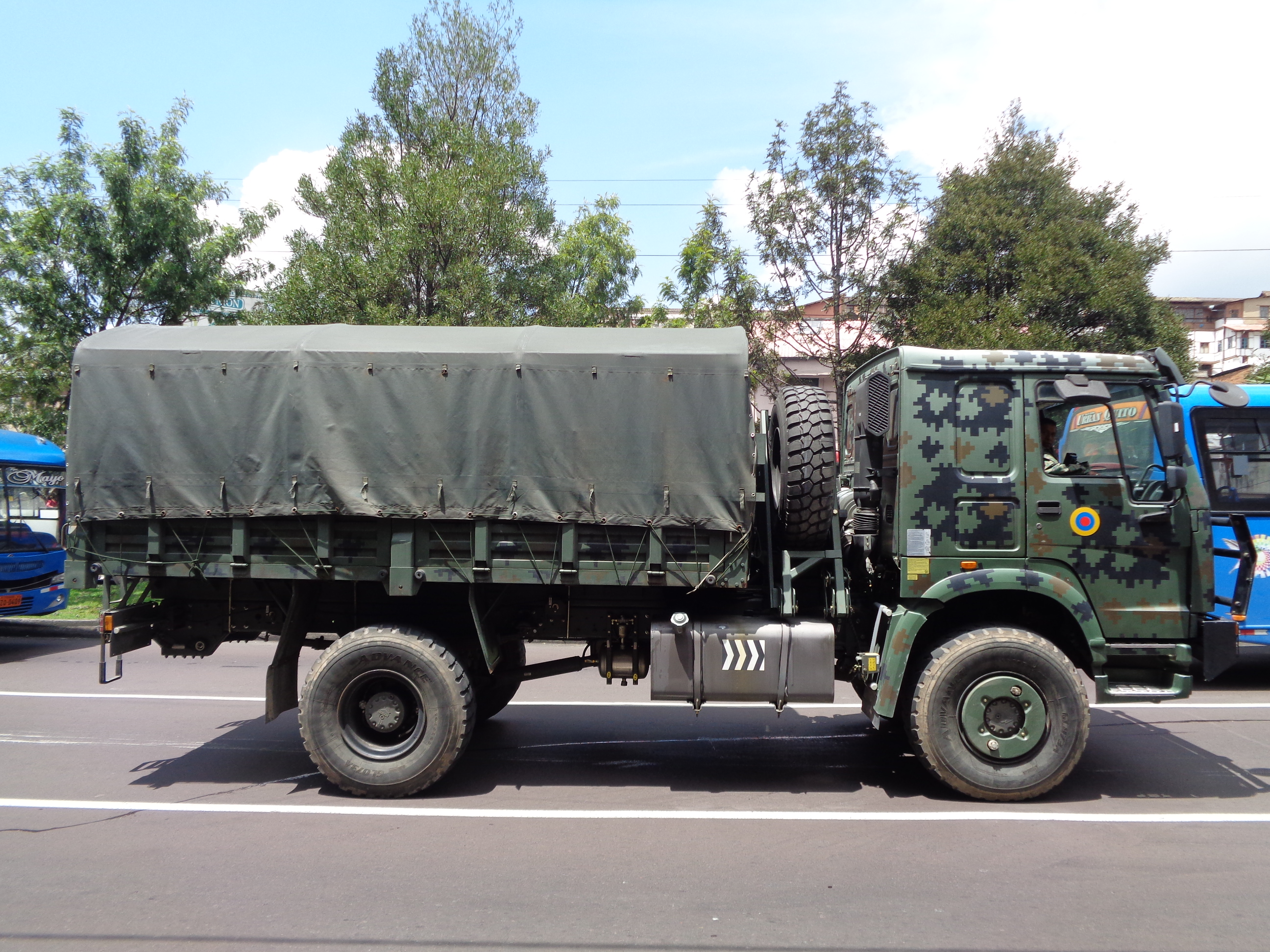
Fuerzas Armadas del Ecuador, Centro Histórico, Quito

- Comandante en Jefe de las Fuerzas Armadas: El Comandante en Jefe de las Fuerzas Armadas ovvero il Comandante in Capo delle Forze armate è il Presidente Correa;
- Consejo de Seguridad Nacional:  El Consejo de Seguridad Nacional, ovvero il Consiglio della Sicurezza Nazionale, è costituito dalle maggiori cariche dello Stato, incluso il presidente del parlamento e della Suprema corte di giustizia;
- Ministerio de la Defensa National: El Ministerio de la Defensa NationaI, ovvero l Ministero della Difesa, è il corpo amministrativo della difesa nazionale;
- Comando Conjunto de las Fuerzas Armadas: El Comando Conjunto de las Fuerzas Armadas, ovvero il Comando delle Forze armate congiunte, è incaricato di pianificare le operazioni militari al livello più alto ed è costituito dai vertici delle Forze Armate.

## Situazione geopolitica
Attualmente l'Ecuador ha una superficie di 283.560 km², non molto considerando gli standard sudamericani. Nel 2000 questa nazione aveva una popolazione di 12.920.000 abitanti, che corrispondevano a circa 40 per km², cifra che aumentava con un tasso di circa il 2% annuo. Ma il Paese non poteva vantare lo stesso dal punto di vista economico, con un progressivo impoverimento della popolazione a causa di vari problemi politici e economici. In particolare, nel 1998 si è verificata una crisi senza precedenti nella storia del Paese, tanto che nel 1999 vi è stata una riduzione del PIL del 7,3%. La conseguenza è stata drastica, ovvero il ricorso all'assistenza del Fondo Monetario Internazionale dato il debito pubblico di 15,3 miliardi di dollari. Al solito, questo si è dimostrato un rimedio di dubbia efficacia, infatti sono state imposte condizioni capestro, come la 'dollarizzazione' dell'economia nazionale. Purtroppo le nazioni del Sud America, ricchissime in materie prime e relativamente spopolate (con la parziale eccezione del Brasile, ma si tratta di una nazione con 2,5 milioni di km² di superficie) per motivi tutt'altro che direttamente correlati con le potenzialità economiche effettive, si trovano in condizioni di povertà effettiva molto maggiori di quello che meriterebbero. Questo a causa di molti fattori, tra cui la scarsa presenza di una classe borghese media che faccia da distributore della ricchezza tra i pochi, ricchissimi latifondisti e la massa dei diseredati, che al solito sono prevalentemente indios. A questo si aggiunga la corruzione, le zone prive di controlli nelle montagne e nelle foreste, la criminalità e il narcotraffico, e le 'ricette' imposte dagli organismi internazionali, che hanno preteso liberalizzazioni 'selvagge', fatali con una popolazione povera e incapace di sopportare aumenti dei beni privatizzati, come l'acqua e l'elettricità. Attorno al 2001 l'inflazione era del 45% e questo causava un impoverimento di larghissime fasce della popolazione, finché la situazione si è un po' stabilizzata negli anni recenti.
L'Ecuador è tenuto anche a sorvegliare coste marittime, le Isole Galapagos, nonché 1.420 km di confine con il Perù e 590 con la Colombia.
Per le esigenze di difesa e in generale di interesse militare, hanno visto oscillazioni notevoli. Dall'inizio degli anni '80 l'aumento del prezzo degli idrocarburi ha portato grandi quantità di denaro dentro le casse ecuadoriane e quindi vi furono anche aumenti di spesa con molti nuovi equipaggiamenti moderni, ma dal 1986 il Paese venne colpito da un embargo per motivi politici, e la crescita economica venne rallentata, causando riduzioni del budget della difesa. All'inizio degli anni '90 arrivò una nuova crescita economica e sia per questo che per la crisi con il Perù il budget aumentò stabilizzandosi su circa 700 milioni di dollari annui, tanto da arrivare al 1998 con un 4,3% del PIL, quando le altre nazioni sudamericane stavano invece diminuendo le loro spese. Dopo la crisi, il presidente Abdallà Bucaram inizio delle importanti riforme costituzionali che si conclusero il 5 giugno del 1998. A quel giorno risale infatti l'approvazione di una nuova costituzione dell'Ecuador, che sostituisce quella del 1979.
L'Ecuador ha forze armate piccole ma il loro pregio è che esse (a differenza dei dirimpettai peruviani) sono assai efficienti, tanto dal 1958 partecipa a missioni ONU fuori area con funzioni di peacekeeping. Hanno preso parte anche a diverse esercitazioni in sudamerica, collaborando con il Cile e l'Argentina. Il materiale è abbastanza moderno e mantenuto in condizioni di discreta efficienza. Tra le missioni internazionali, la prima fu decisamente impegnativa trattandosi di quella di osservazione il Libano, nel periodo giugno-dicembre 1958, poi vi sono state altre missioni come quelle per il Salvador e il Nicaragua.

## Esercito
L'Ejército de Tierra del Ecuador è la componente terrestre delle forze armate equatoriane, costituito da 24135 effettivi ripartiti in quattro zone operative teatri operativi, ovvero in quattro Zone Militari che hanno il loro quartier generale a Quito, Guayaquil, Cuenca e Puyo. L'esercito, che comprende truppe da jungla e da montagna, ha la sua componente fondamentale nella fanteria il cui compito è la sorveglianza territoriale e in particolare dei confini, dove le unità sono a organici pieni e con i migliori equipaggiamenti.

## Marina
L'Armada del Ecuador o Fuerza Naval del Ecuador è la marina militare dell'Ecuador. Costituita da 7258 effettivi circa 1700 dei quali fanti di marina. Il suo compito è il controllo della costa del Pacifico. e del mare territoriale incluse le isole Galápagos

## Aviazione
La Fuerza Aérea Ecuatoriana è stata costituita il 27 ottobre 1927 e conta di 6055 effettivi. Il suo quartier generale è a Quito e il territorio è suddiviso in due zone operative, chiamate Zone Aeree.